# Leopold Walcher von Molthein

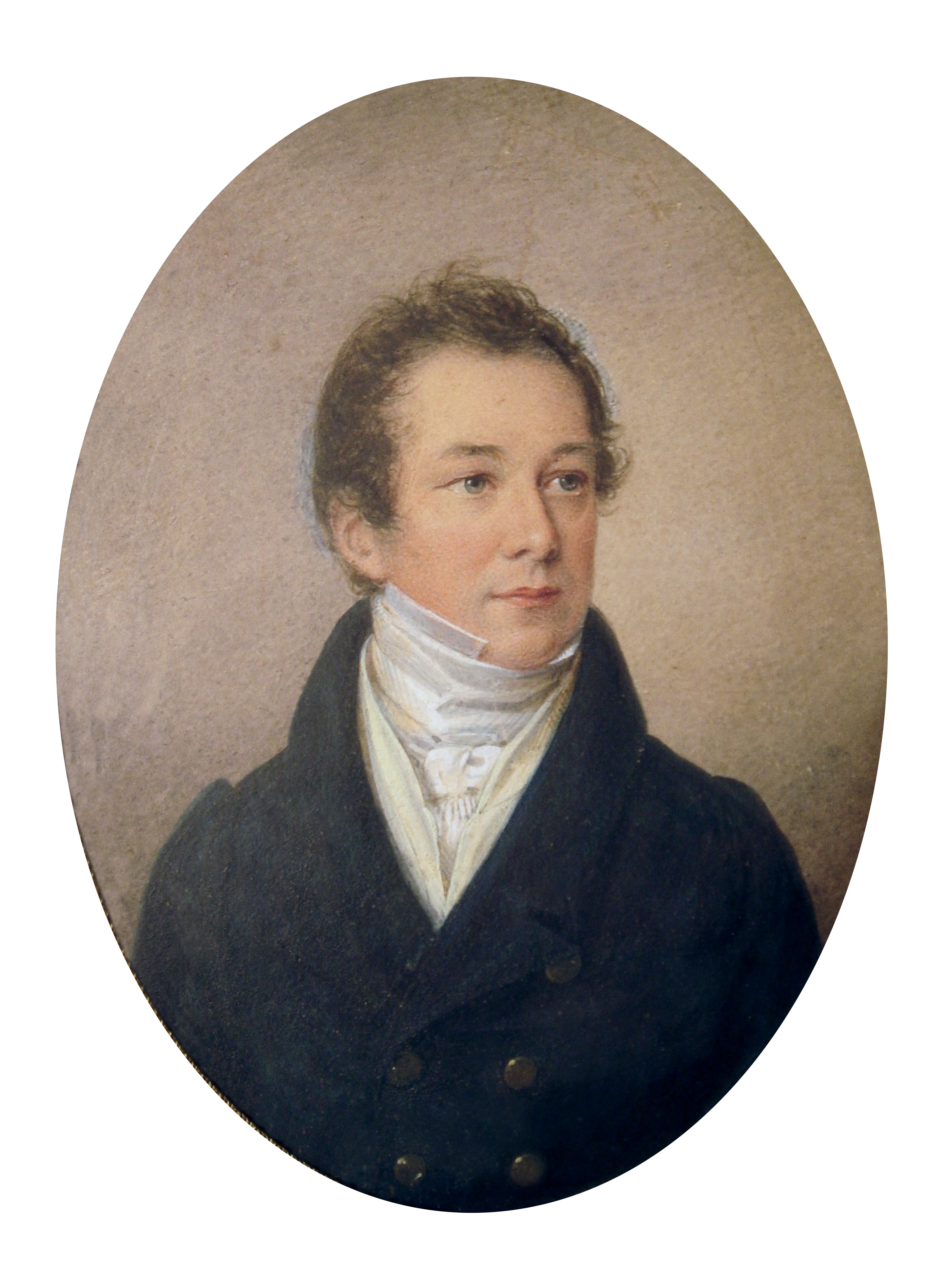
Johann Georg Walcher von Molthein (1785–1854), geadelt 1854, der Vater des Leopold Walcher von Molthein

Leopold Ottokar Johann Walcher von Molthein, seit 1873 Ritter Walcher von Molthein (* 29. November 1824 in Wien; † 21. Mai 1911 ebenda) war ein österreichischer Diplomat.

## Leben

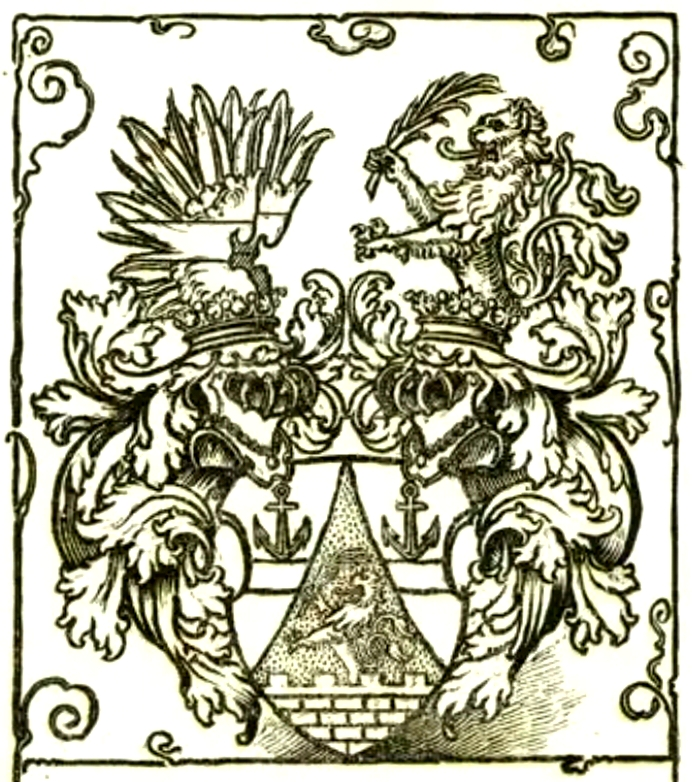
Ritterstandswappen Walcher von Molthein, gezeichnet von Ernst Krahl

Leopold Walcher von Molthein war ein Sohn des Johann Georg Walcher von Molthein (1785–1854) und seiner Gemahlin Francisca, geborener Welzl von Wellenheim. Johann Georg Walcher war Oberbuchhalter der privilegirten österreichischen Nationalbank und von Kaiser Franz Joseph per Diplom vom 17. November 1854 mit dem Prädikat „von Molthein“ in den österreichischen Adelsstand erhoben worden. 
Leopold Walcher von Molthein studierte an der Universität Wien Jura und wurde dort auch 1856 zum Dr. iur. promoviert. 1850 trat er als Konsulareleve in den konsularischen Dienst ein. Er war zunächst kurz an der Zentralseebehörde in Triest tätig, dann ab 1851 an den Konsulaten in Smyrna, Galatz und Alexandria. 1859 wurde er Vizekonsul in Widin, 1863 dort Konsul. 1864 wurde er Konsul in Jerusalem, 1866 Leiter des Generalkonsulats in Palermo und 1869 dort Generalkonsul. 1870 erhielt er den Orden der Eisernen Krone III. Klasse und wurde aufgrund der Ordensstatuten per Diplom vom 10. Oktober 1873  in den österreichischen Ritterstand erhoben. 1871 wurde er als Generalkonsul nach Paris versetzt, wo er auch Kommerzkanzleidirektor bei der Botschaft war. 1883 trat er in den Ruhestand.
Leopold Walcher von Molthein war ein bekannter Sammler griechischer Münzen. Ein Katalog der Sammlung erschien 1895, 1901 wurde sie bei Adolph E. Cahn in Frankfurt versteigert.
Seine Söhne waren der Architekt  Humbert Walcher von Molthein (1865–1926) und der Kunsthistoriker und -sammler Alfred Walcher von Molthein (1867–1928).

## Ehrungen
- 1870 Ritter des Ordens der Eisernen Krone III. Klasse
- 30. August 1873 Ministerialrat
- 10. Oktober 1873 österreichischer Ritterstand
- 1876 Komtur des Franz-Joseph-Ordens, 1879 Stern dazu
- 1873 Ehrenmitglied der Österreichischen Geographischen Gesellschaft
- Kommandeur der französischen Ehrenlegion
- Kommandeur des päpstlichen Gregoriusordens
- Kommandeur des osmanischen Mecidiye-Ordens